# Triodia bunicola
Triodia bunicola är en gräsart som först beskrevs av Surrey Wilfrid Laurance Jacobs, och fick sitt nu gällande namn av Michael Lazarides. Triodia bunicola ingår i släktet Triodia och familjen gräs. Inga underarter finns listade i Catalogue of Life.